# Churchs teorem
Churchs teorem är ett bevis, publicerat av den amerikanske matematikern Alonzo Church 1936, av att en allmän lösning av logikens avgörbarhetsproblem inte existerar. Han visade därmed att det inte finns någon metod med vars hjälp det går att avgöra om en given utsaga inom första ordningens logik är sann eller falsk för godtyckliga värden av variablerna i utsagan.